# Mexikanische Botschaft in Wien

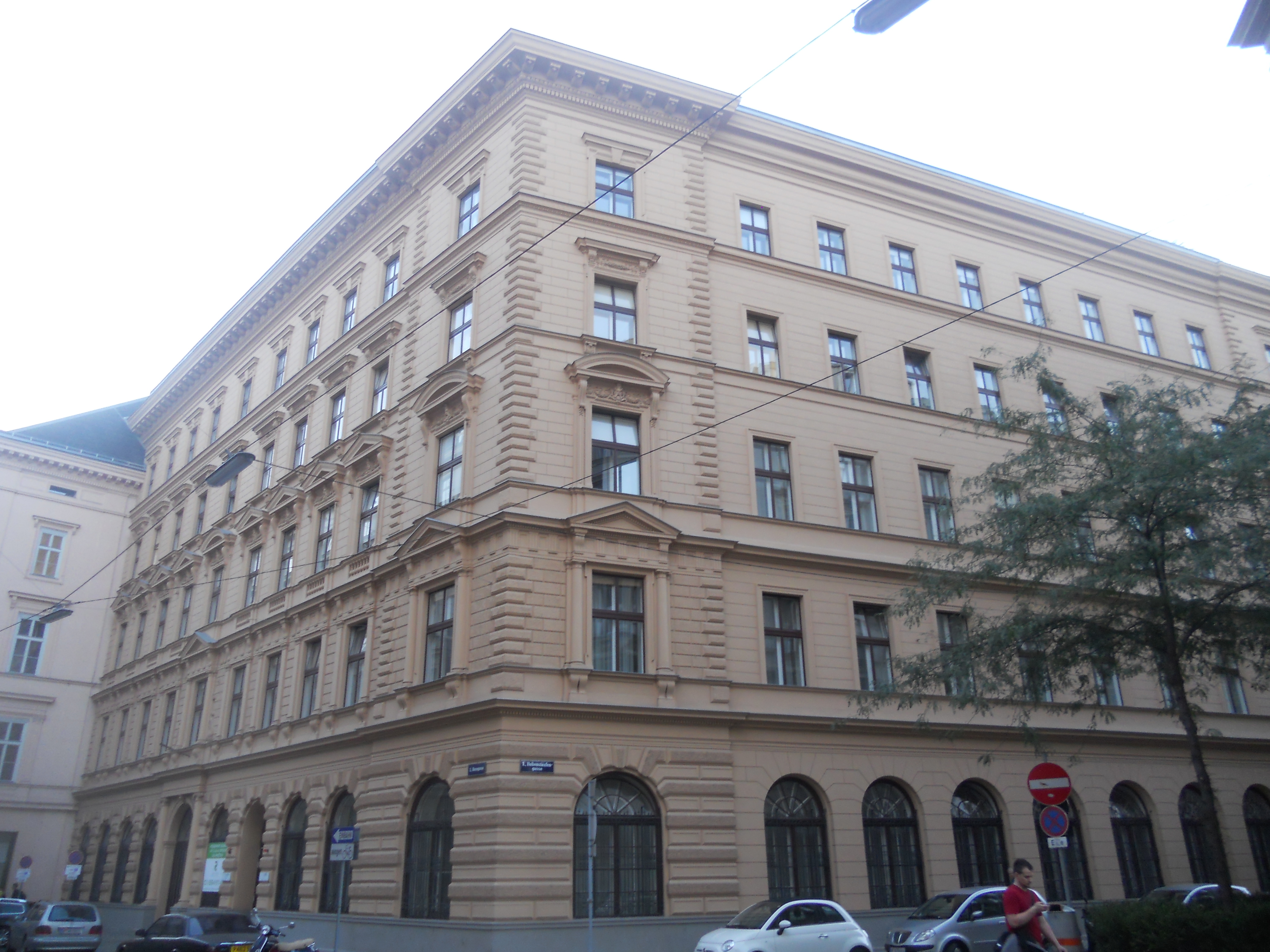
Mexikanische Botschaft

Die Mexikanische Botschaft in Wien ist die diplomatische Vertretung Mexikos gegenüber der Republik Österreich sowie der in Wien ansässigen Organisationen der Vereinten Nationen. Die Botschaft ist akkreditiert für die Slowakei und Slowenien.

## Botschaftsgebäude
Das Botschaftsgebäude befindet sich im Renngasse 5, Stiege 1, Wien.